# آکستون (ویرجینیا)
آکستون (به انگلیسی: Axton) یک منطقهٔ مسکونی در ایالات متحده آمریکا است که در شهرستان هنری، ویرجینیا واقع شده‌است. آکستون ۳۰۶٫۹۴ متر بالاتر از سطح دریا واقع شده‌است.